# 伊原弘将
伊原 弘将（いはら ひろまさ）は、NHKのアナウンサー。

## 人物
千葉県松戸市出身。法政大学経営学部経営学科卒業後、2018年入局。新潟放送局でデビュー。

## 嗜好・挿話
- 趣味は音楽鑑賞・マンガ・ドライブ。スポーツはやるのも観るのも好きだという[3]。
- 特技は火を使わない、洗い物は増やさない「手抜きご飯」[3]。

## 出演
☆印は現在出演（担当）中。
新潟放送局時代（2018年度 - 2020年度）
- どーも、NHK（2018年6月3日） - 新人お披露目
- 新潟県のニュース・中継・リポート
- 新潟ニュース610（不定期：リポーター及び佐藤俊吉のキャスター代行など）
- 新潟ニュース845

釧路放送局時代（2021年度）
- 北海道道東のニュース
- ほっとニュース北海道 釧路
- タンチョウらじお（司会）

帯広放送局時代（2022年度）
- 北海道道東のニュース
- ほっとニュースぐるっと道東!
- サタデーウオッチ9（2022年4月9日） - 推しプレ

東京アナウンス室時代（2023年度 - ）
- 首都圏ネットワーク（リポーター・ニュースリーダー）
- 首都圏・関東甲信越のニュース
- 首都圏ニュース845キャスター
- 令和6年能登半島地震の緊急報道対応による新潟放送局（初任地）への応援派遣
  - 新潟県のニュース（2024年1月4日[注釈 1]）
  - 新潟県のニュース・ライフライン情報（2024年1月13日、1月14日）
- 信州845（長野放送局への応援、2024年3月27日）
- NHKニュースおはよう日本（リポーター：2024年4月 - 2025年3月）
- ☆サタデーウオッチ9（リポーター：2025年4月5日 - ）
- ☆所さん!事件ですよ（リポーター：2025年4月5日 - ）
- ☆ニュース645（2025年4月 - ） - 土曜担当（荒木さくらと隔週担当）